# Шестa лигa Републике Српске у фудбалу
Шеста лига Републике Српске у фудбалу је шести и последњи степен такмичења у фудбалу који организује Фудбалски савез Републике Српске.У њој постоји само једна лига коју води Општински фудбалски савез Бијељина(ОФСБ).Лига се зове Друга општинска фудбалска лига Бијељина и у сезони 2020/21 броји десет клубова.Побједник лиге се пласира у одговарајућу Прву општинску лигу Бијељина(запад-исток),која је Пета лига Републике Српске у фудбалу   У актуелној сезони лига је јединствена,док се у  протеклим сезонама најчешће играла у  двије групе(запад-исток).

## Другa општинска лига Бијељина
У Другој општинској лиги Бијељина такмичи се 10 клубова. Kлубови у сезони  2020/21
| Клуб                       | Мјесто            |
| -------------------------- | ----------------- |
| ФК Слога                   | Буковица Доња     |
| ФК Младен Перић            | Глоговац          |
| ФК Бук                     | Буковица Горња    |
| ФК Сава                    | Градац-Ступањ     |
| ФK Борац                   | Угљевичка Обријеж |
| ФК Национал                | Бијељина          |
| ФК Зенит                   | Бијељина          |
| ОФК Црњелово               | Црњелово Горње    |
| ФК Коридор 2011-3 Ковиљуше | Бијељина          |
| ФК Лазаревица              | Ченгић            |

## Побједници од 2008 године

### 2008/09
| Назив лиге                          | Клуб побједник | Локација клуба |
| ----------------------------------- | -------------- | -------------- |
| Друга општинска лига Бијељина-запад | ФК Јединство   | Чађавица Доња  |
| Друга општинска лига Бијељина-исток | ФК Ченгић      | Ченгић         |

### 2009/10
| Назив лиге                          | Клуб побједник | Локација клуба   |
| ----------------------------------- | -------------- | ---------------- |
| Друга општинска лига Бијељина-запад | ОФК Магнојевић | Магнојевић Горњи |
| Друга општинска лига Бијељина-исток | ФК Младост     | Патковача        |

### 20010/11
| Назив лиге                          | Клуб побједник   | Локација клуба |
| ----------------------------------- | ---------------- | -------------- |
| Друга општинска лига Бијељина-запад | СФК Академац УИС | Бијељина       |
| Друга општинска лига Бијељина-исток | ФК Звијезда 09   | Бијељина       |

### 20011/12
| Назив лиге                          | Клуб побједник | Локација клуба |
| ----------------------------------- | -------------- | -------------- |
| Друга општинска лига Бијељина-запад | ФК Јединство   | Суво Поље      |
| Друга општинска лига Бијељина-исток | ФК Међаши      | Међаши         |

### 20012/13
| Назив лиге                          | Клуб побједник  | Локација клуба |
| ----------------------------------- | --------------- | -------------- |
| Друга општинска лига Бијељина-запад | ФК Коридор 2013 | Бијељина       |
| Друга општинска лига Бијељина-исток | ФК ВСК          | Велино Село    |

### 20013/14
| Назив лиге                          | Клуб побједник  | Локација клуба |
| ----------------------------------- | --------------- | -------------- |
| Друга општинска лига Бијељина-запад | ФК Слога        | Црњелово Горње |
| Друга општинска лига Бијељина-исток | ФК Милош Обилић | Јања           |

### 20014/15
| Назив лиге                          | Клуб побједник | Локација клуба |
| ----------------------------------- | -------------- | -------------- |
| Друга општинска лига Бијељина-запад | ФК Омладинац   | Чађавица Горња |
| Друга општинска лига Бијељина-исток | 0ФК Јања 2009  | Јања           |

### 2015/16
| Назив лиге                          | Клуб побједник | Локација клуба |
| ----------------------------------- | -------------- | -------------- |
| Друга општинска лига Бијељина-запад | ФК Полет       | Мала Обарска   |
| Друга општинска лига Бијељина-исток | ФК Борац       | Трњаци         |

### 2016/17
| Назив лиге                          | Клуб побједник | Локација клуба |
| ----------------------------------- | -------------- | -------------- |
| Друга општинска лига Бијељина-запад | ФК Сава        | Градац-Ступањ  |
| Друга општинска лига Бијељина-исток | ФК Љесковац    | Љесковац       |

### 2017/18
| Назив лиге                          | Клуб побједник | Локација клуба  |
| ----------------------------------- | -------------- | --------------- |
| Друга општинска лига Бијељина-запад | ФК Слобода     | Драгаљевац Доњи |
| Друга општинска лига Бијељина-исток | ФК Слога 2     | Црњелово Горње  |

### 2018/19
| Назив лиге                          | Клуб побједник | Локација клуба |
| ----------------------------------- | -------------- | -------------- |
| Друга општинска лига Бијељина-запад | ФК Будућност   | Равно Поље     |
| Друга општинска лига Бијељина-исток | ФК Младост     | Велика Обарска |

### 2019/20
| Назив лиге                          | Клуб побједник  | Локација клуба |
| ----------------------------------- | --------------- | -------------- |
| Друга општинска лига Бијељина-запад | ФК Пиперци      | Пиперци        |
| Друга општинска лига Бијељина-исток | ФК Слога Унитед | Бијељина       |